# TV6 (litewska stacja telewizyjna)
TV6 – litewski kanał telewizyjny, skierowany do młodych ludzi. Ukazuje programy głównie muzyczne i sportowe, oraz animacje („South Park"), filmy fabularne i seriale telewizyjne.
Program nadawany za pośrednictwem kanałów naziemnych nadajników wokół największych miast: Wilno, Kowno, Kłajpeda, Szawle, Poniewież.
Kanał TV6 mogą oglądać widzowie telewizji kablowej w następujących miastach: Wilno, Kowno, Kłajpeda, Szawle, Poniewież, Janów (Litwa), Dobele, Elektreny, Uciana i innych miast.
TV6 jest również zawarte w niektórych pakietach kanałów satelitarnych.